# Francisco de Ibero

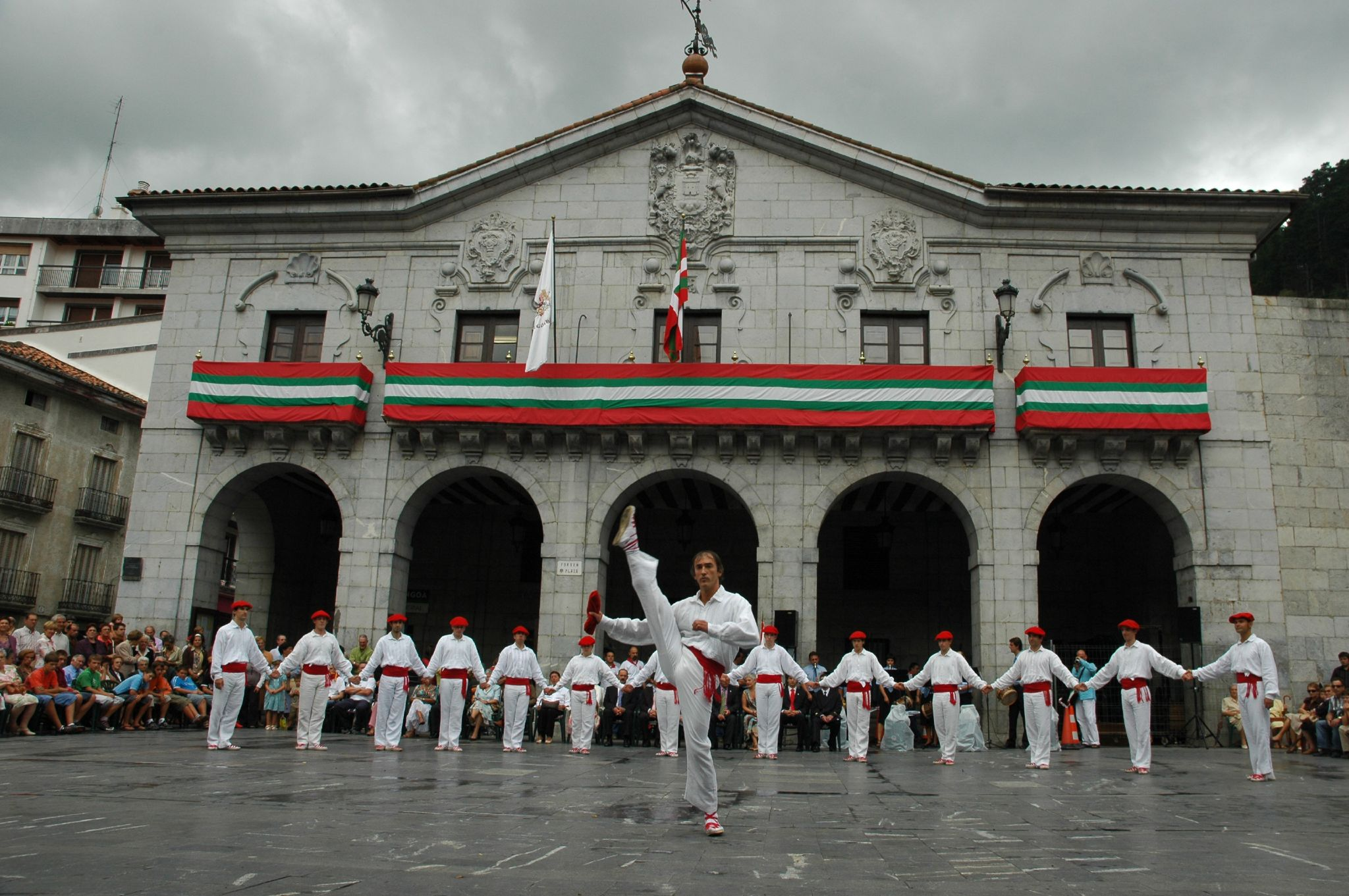
Casa consistorial de Elgoibar

Francisco de Ibero Odriozola (1724-1795) fue un arquitecto español.
Era hijo de Ignacio Ibero y siguió los pasos de su padre por lo que respecta a su profesión. Trabajó en mucho y relevantes proyectos de su época.

## Biografía
Francisco de Ibero nació en la localidad guipuzcoana de Azpeitia, en el año 1724. Trabajó conjuntamente con su padre en el complejo de los jesuitas en el Santuario de Loyola  y en la torre de la iglesia parroquial de Elgoibar.
Por su cuenta realizó las obras de las iglesias de Asteasu en 1758, la torre de la iglesia de Fuenterrabía en 1762 y la fachada de San Sebastián en Azpeitia en 1767. También proyectó la casa consistorial de Elgoibar y varios puentes en Vergara.